# Polystachya serpentina
Polystachya serpentina är en orkidéart som beskrevs av Phillip James Cribb. Polystachya serpentina ingår i släktet Polystachya och familjen orkidéer. Inga underarter finns listade i Catalogue of Life.